# Messier 2
L'objecte Messier 2 (també conegut com a M2 o NGC 7089) és un cúmul globular situat a la constel·lació d'Aquari. Va ser descobert per Jean-Dominique Maraldi el 1746.

## Descobriment i visibilitat
L'M2 és visible a ull nu a cinc graus al nord de l'estrella Beta Aquarii. Amb Binoculars o un petit telescopi es pot identificar com una nebulosa no estel·lar, mentre que amb telescopis grans es poden veure estrelles individuals; les estrelles més brillants tenen una magnitud aparent de 13.1.
Va ser descobert per l'astrònom francès Jean-Dominique Maraldi el 1746 quan observava un cometa amb Jacques Cassini. Charles Messier el va redescobrir 1760 pensant que es tractava d'una nebulosa sense cap estrella associada. William Herschel va ser el primer a veure estrelles individuals en 1794.

## Dades científiques
Amb una extensió de 175 anys llum, l'M2 és un dels cúmuls globulars més grans que es coneixen. El cúmul és ric, compacte, i significativament el·líptic.
Amb 13 mil milions d'anys és també un dels cúmuls globulars més vells associats a la Via Làctia. La distància de l'M2 és prop de 37.500 anys llum de la Terra i el cúmul conté al voltant de 150.000 estrelles.
L'M2 té 21 estrelles variables conegudes. Les més brillants són estrelles gegants vermelles i grogues. El tipus espectral del conjunt és F4.